# Tango-Amanohashidate-Ōeyama-Quasi-Nationalpark
Der Tango-Amanohashidate-Ōeyama-Quasi-Nationalpark (japanisch 丹後天橋立大江山国定公園 Tango amanohashidate kokutei kōen) ist einer von über 50 Quasi-Nationalparks in Japan. Der am 3. August 2007 gegründete Park umfasst eine Fläche von ca. 190 km². 
Diese Parkfläche erstreckt sich über mehrere nicht zusammenhängende Teilgebiete, die sich an der Küste der Tan-Halbinsel, dem Seta-Plateau im Zentrum der Halbinsel und dem Oeyama-Gebirge im südlichen Teil der Halbinsel befinden. 
Das Küstengebiet umfasst Amanohashidate, einen der drei landschaftlich schönsten Orte Japans, Klippen, Küstenhügel, Sandstrände und Bergdörfer mit terrassierten Reisfeldern. Der Seiya Kogen weist eines der größten Laubwälder in der Region Kinki auf und die Berge sind mit ihren Sümpfen, Tälern und Wasserfällen sehr abwechslungsreich. Das Oeyama-Gebirge enthält Schreine und Tempel wie Ise Naiku und Geku, Wälder und Bergdörfer mit terrassierten Reisfeldern.